# 유명론

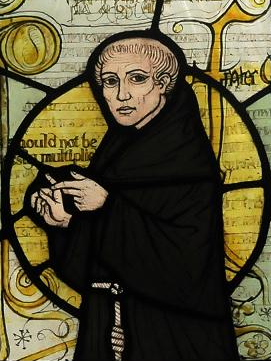
오컴의 윌리엄

유명론(唯名論, nominalism)이란 형이상학에서 보편과 추상적인 대상을 거부하고 단지 일반적 혹은 추상적인 용어들의 존재만을 인정하고 단정하는 철학적 견해이다. 유명론은 중세 스콜라 철학의 보편 논쟁의 하나이다.
중세 초기부터 보편(普遍)과 개체(個體)의 관계에 대해 실념론과 유명론의 대결이 있었다. 보편이 우선해서 존재한다고 하는 실념론에 대해 개체가 우선해서 존재한다고 생각하는 것이 유명론이다.
처음으로 유명론을 주장한 사람은 로스켈리누스였다. 그 후 주류를 이룬 실념론에 대항하여 다시 유명론을 내세워서 스콜라 철학에 도전한 사람은 페트루스 아우레올루스나 뒤랑 드 생푸르생이었다. 페트루스는 개체는 언제나 지각(知覺)의 대상이라 하였고, 또한 뒤랑은 이성에 의존하는 것이 권위에 의존하는 것보다 옳다고 하였다.
이러한 경향을 대성하여 유명론을 실념론과 대비되는 하나의 큰 학파로 형성시킨 사람은 오컴의 윌리엄이었다. 그는 영국인 특유의 경험주의를 바탕으로 그 무렵 옥스퍼드에 일어난 과학적 연구를 신학·철학에 응용하여 새로운 경험과학의 길을 열었다. 그에 의하면 참된 명제는 직접 명료하게 증명되지 않으면 안 된다. 그에 반하여 추상적 인식은 그 대상의 존재 여부를 확인하지 못한다. 확인되는 것은 특수한 개체의 인식뿐이다. 따라서 보편은 개념 또는 소리에 지나지 않고 실재하는 것은 개체뿐이다. 이것은 로저 베이컨의 원리가 철학적으로 전개된 결과였다.
그를 계승한 것은 애덤 워덤, 미르쿠르의 존 등이다. 그중에도 오트르쿠르의 니콜라우스는 모순율(矛盾律)만이 확실한 기본원칙이며 5관의 판단인 경험에 의해 인식되는 것 이외에는 긍정할 수 없다고 하였다. 자연에 관해서는 아리스토텔레스의 질료와 형상의 이론을 버리고 아톰설을 택했다. 뷔리당은 오컴주의를 신봉하여 자연 연구에 종사했고 타성의 원리를 발견하였다. 이러한 의미에서 그는 근대 역학(力學)의 개조이다. 최후의 스콜라 학자 가브리엘 비엘은 유명론을 쉽게 해설하여 멜란히톤 및 루터에게 영향을 미쳤다. 로버트 D. 누슨(Robert D. Kundsen)은 루터의 두 왕국사상에서 유명론의 영향이 나타난다고 한다.
이와 같이 하여 유명론은 스콜라학의 벽을 뚫고 근대과학·근대사상의 길을 준비했다.

## 같이 보기
- 중세철학

## 참고 문헌
- 이상영, 이재승 공저, 법사상사, 한국방송통신대학교출판부, 2005.